# ななせダム
ななせダムは、大分県大分市の一級河川・大分川水系七瀬川に建設されたダムである。なお、かつての名称は大分川ダム（おおいたがわダム）であったが、建設完了時に現在の名称に変更された。

## 概要
国土交通省九州地方整備局が施工を行った国土交通省直轄ダム。高さ85.5メートルのロックフィルダムで、大分川水系最大規模のダムである。七瀬川及び大分川の治水と大分都市圏への上水道供給を目的とした特定多目的ダムで、大分県における多目的ダムは芹川ダム以来である。
大分川水系における重要なダムであるとの意味から、大分川本川ではなく支流の七瀬川に建設されるにもかかわらず大分川ダムと命名されたが、地元の要望により建設完了時にななせダムに名称が変更されることになった。
本体工事は2019年（令和元年）11月24日にこれまで1名の殉職者を出したものの完成。2019年度（令和元年度）末に事業が終了し、2020年（令和2年）4月に供用を開始した。2018年（平成30年）2月下旬からは試験湛水が行われている。堤高は下筌ダム（98m）に次いで大分県で第2位である。
ダムに面した国道442号沿いには、2019年（令和元年）11月30日に道の駅のつはるが開業している。

## 沿革
大分都市圏を貫流する一級河川である大分川は、流域にたびたび水害を引き起こしてきた。特に1953年（昭和28年）6月には、西日本各地で梅雨による水害（昭和28年西日本水害）が起き、大分川流域でも11名の死者・行方不明者を出すとともに、小野鶴橋や舞鶴橋の流失、1万戸以上に及ぶ浸水といった甚大な被害を引き起こした。また、大分市は1964年（昭和39年）の新産業都市に指定され、その後、大分臨海工業地帯の発展などによって指定当時に比べて人口が倍増しており、大分川の洪水想定氾濫区域内の人口密度、資産密度は九州の河川で最も高くなっている。さらに、人口増に伴って、上水道の需要の伸びが予測された。
大分川ダムは、1956年（昭和31年）に竣工した芹川の芹川ダムと並んで、大分川水系の洪水調節の機能を担うとともに、大分都市圏に水道用水を供給することを目的に計画された。しかしながら、用地の買収や漁業補償の交渉などに時間を要した上に、人口増の鈍化などに伴う大分市の水需要の見直しによる計画変更によって建設が長期化した。一時、竣工予定は2010年（平成22年）とされたが、2017年（平成29年）に変更され、さらに2019年度末になった。

## ギャラリー

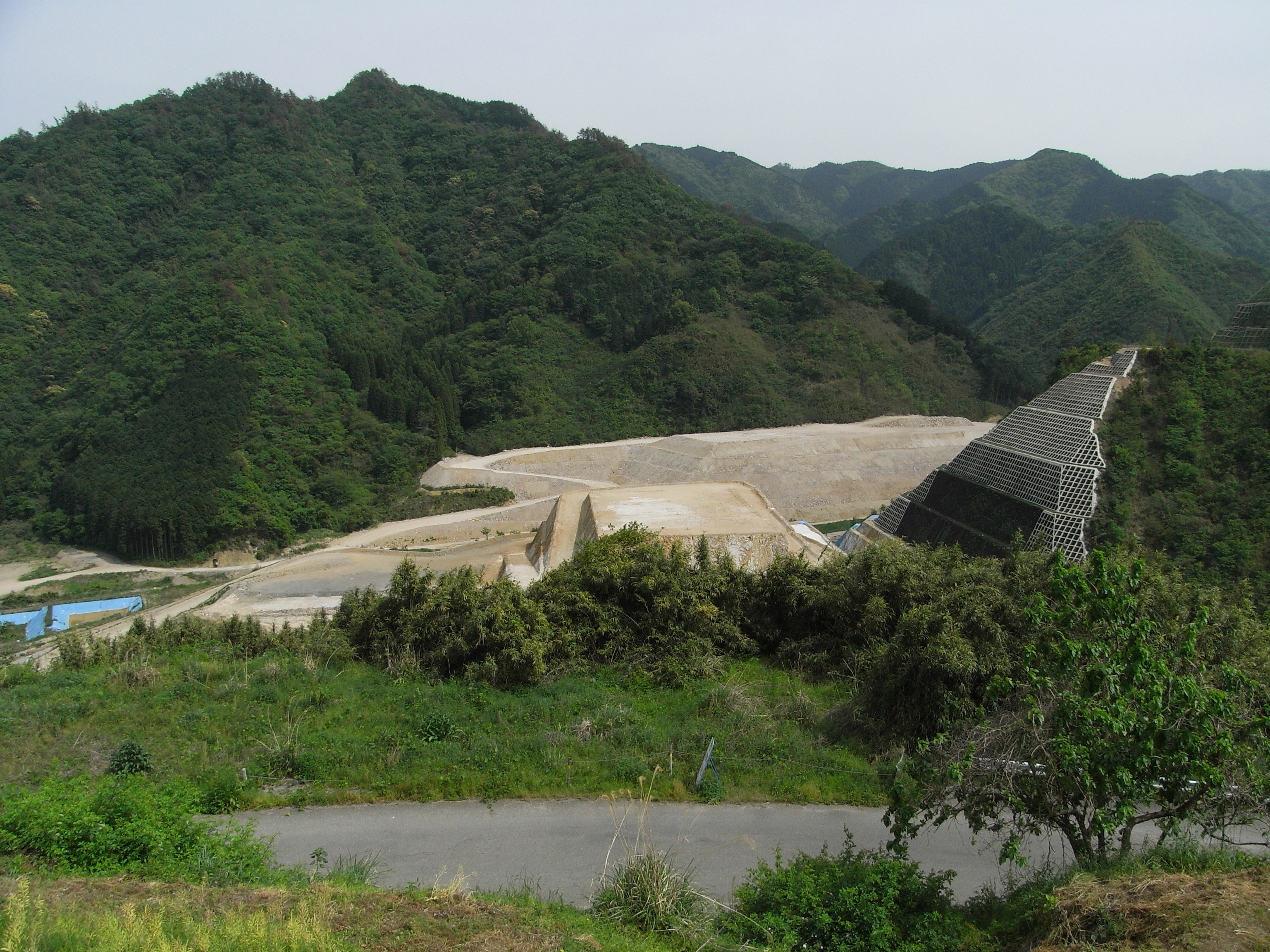
建設中（2008年5月撮影）
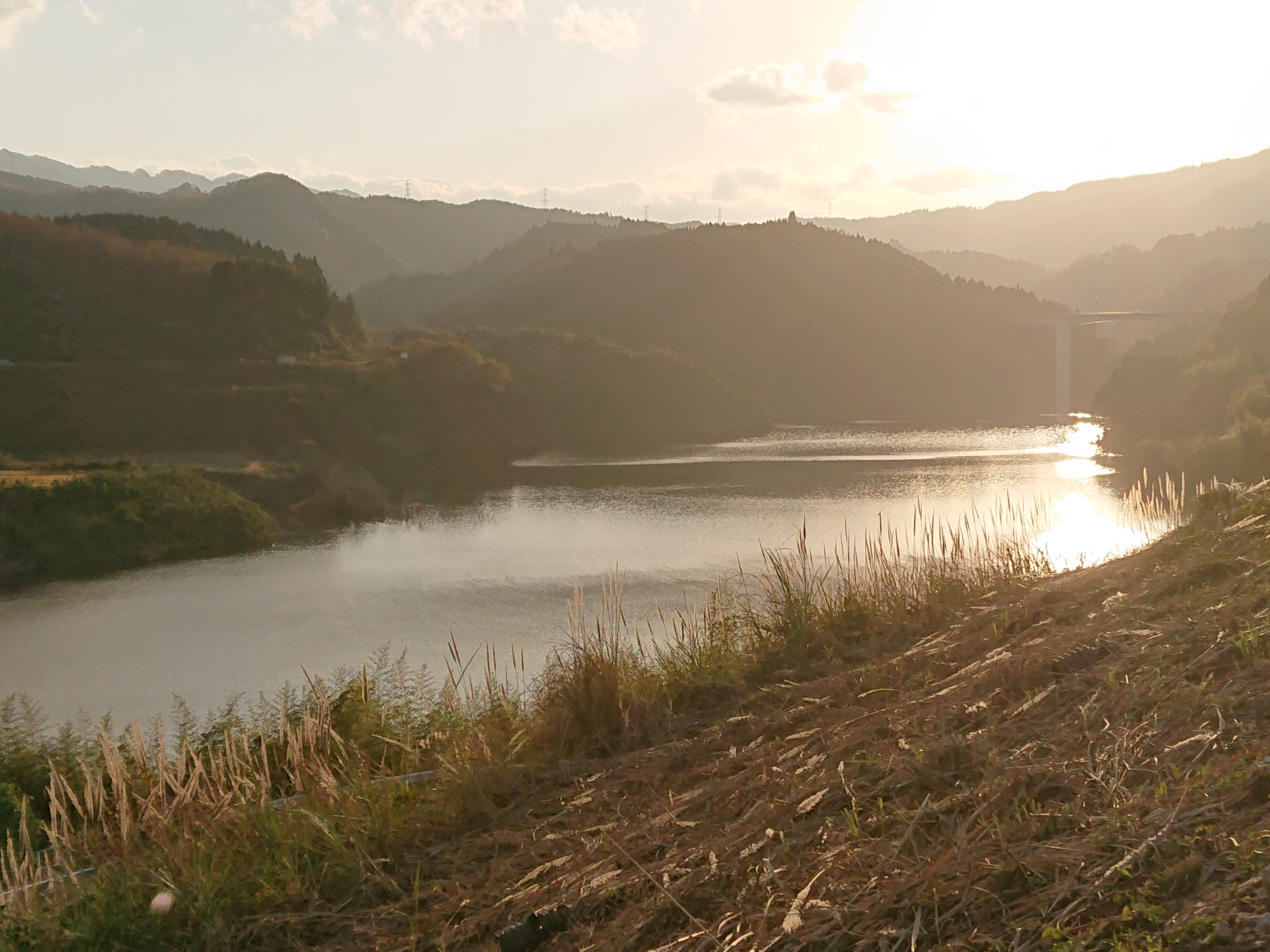
のつはる湖（2019年12月撮影）
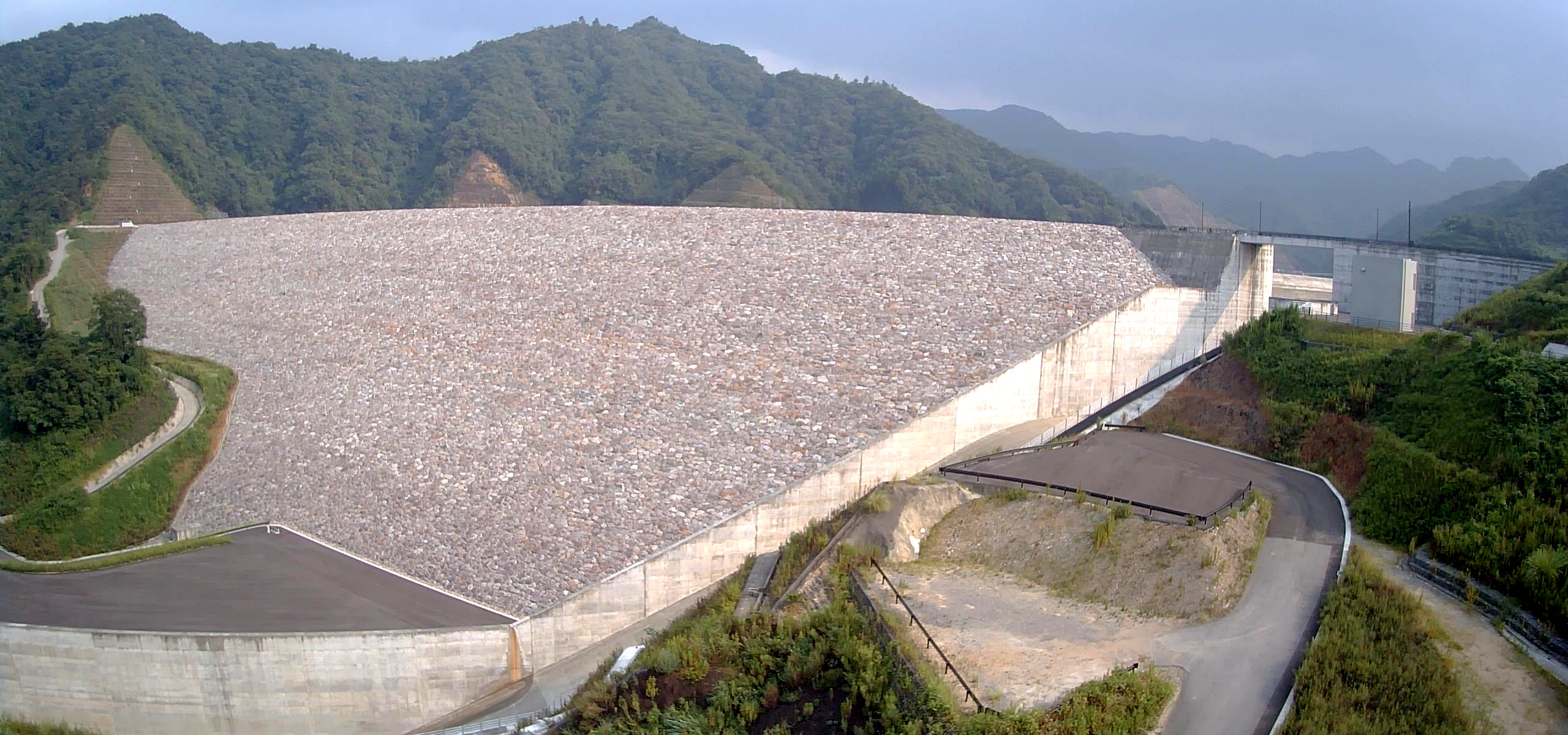
下流側（2020年8月撮影）
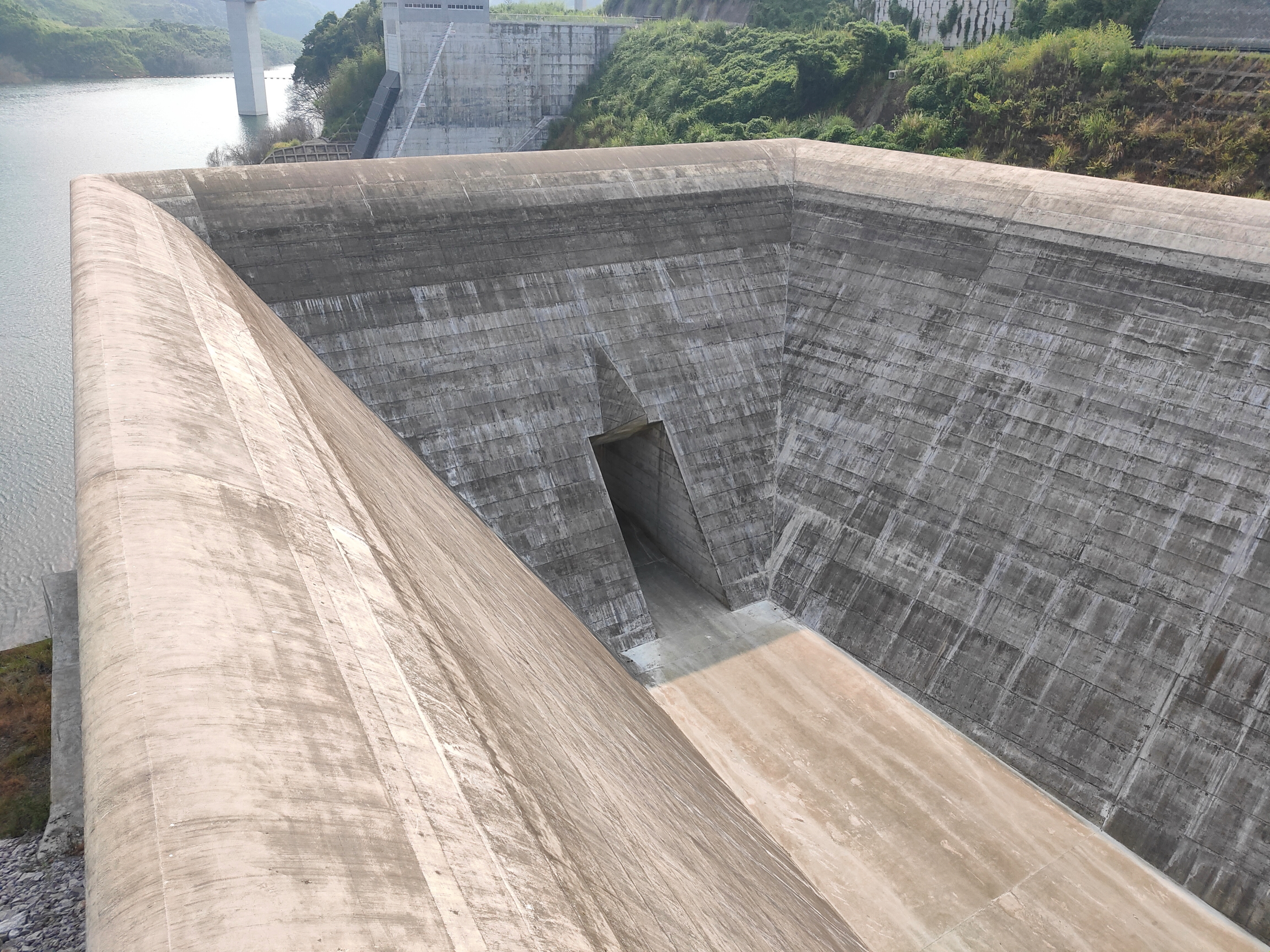
常用洪水吐と非常用洪水吐
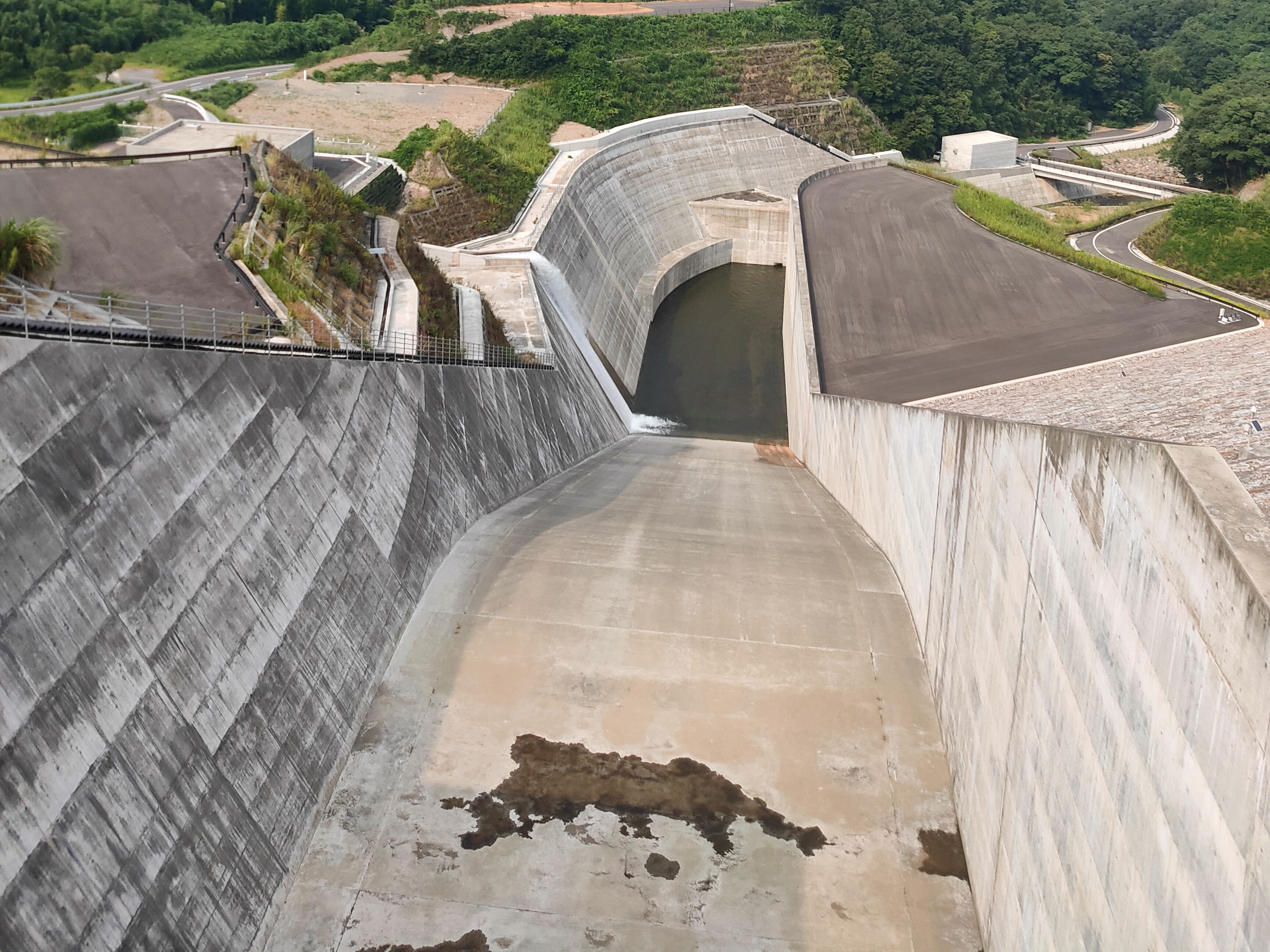
堤体下流放水路
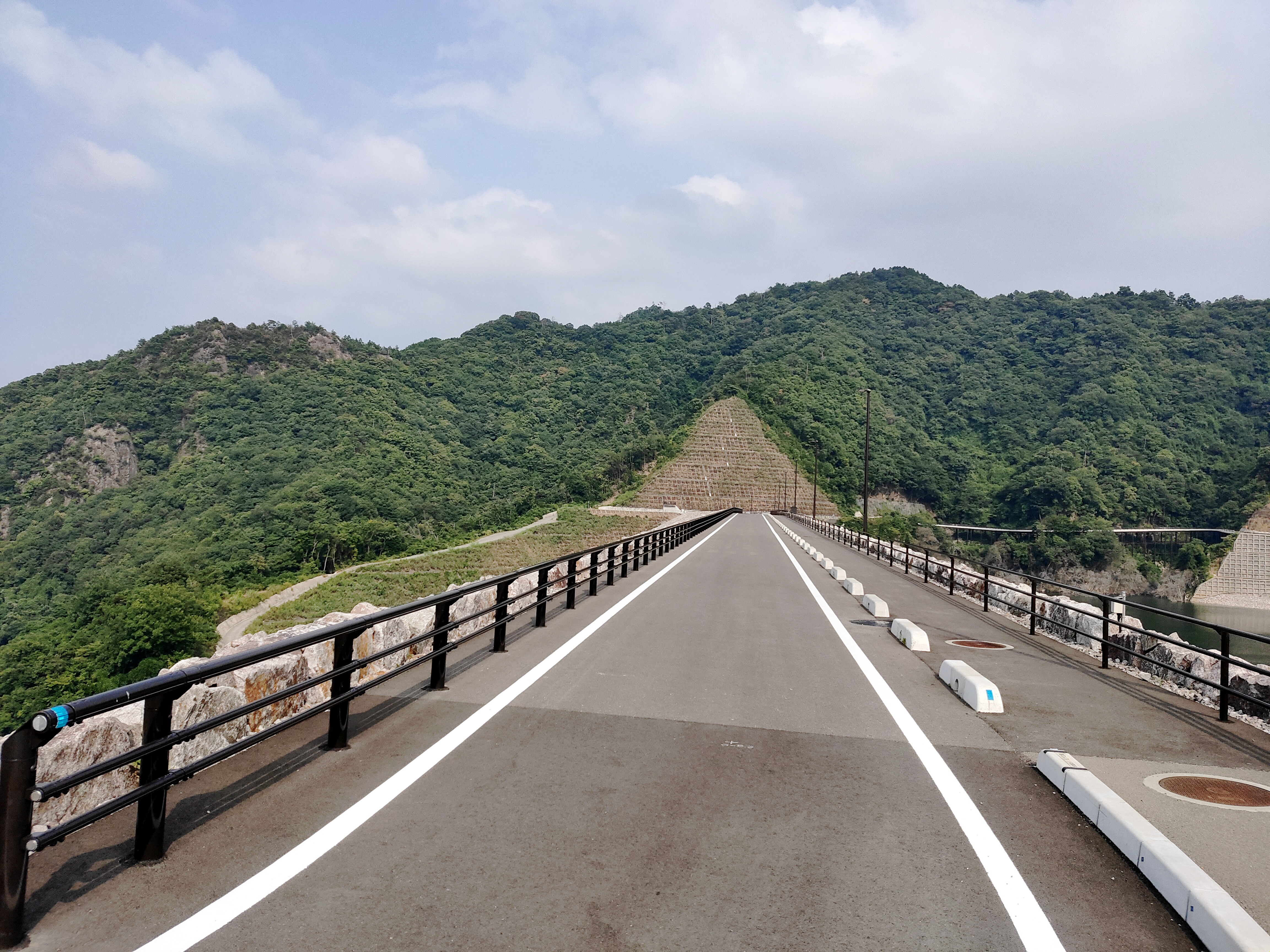
堤体道路
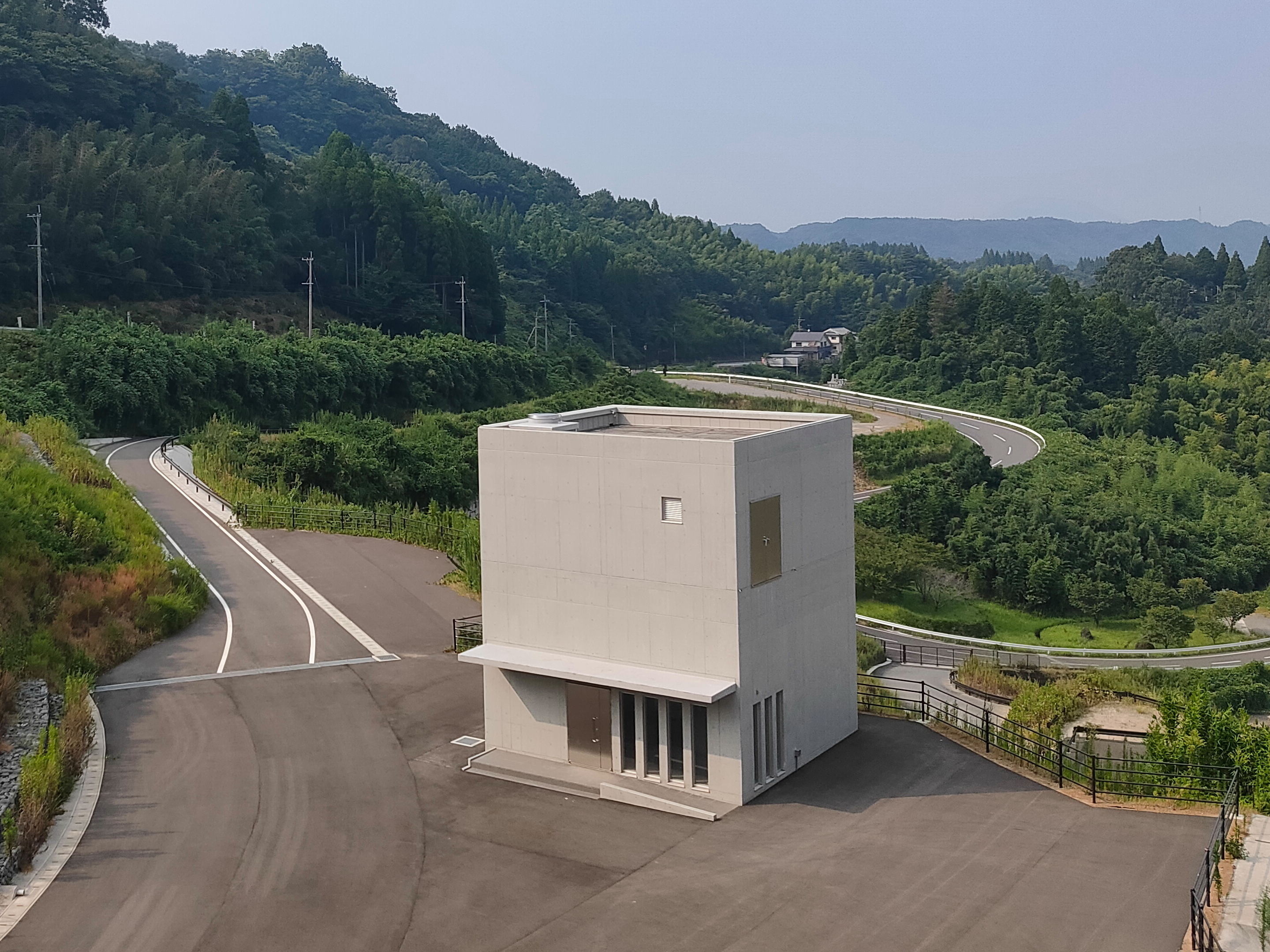
EV棟
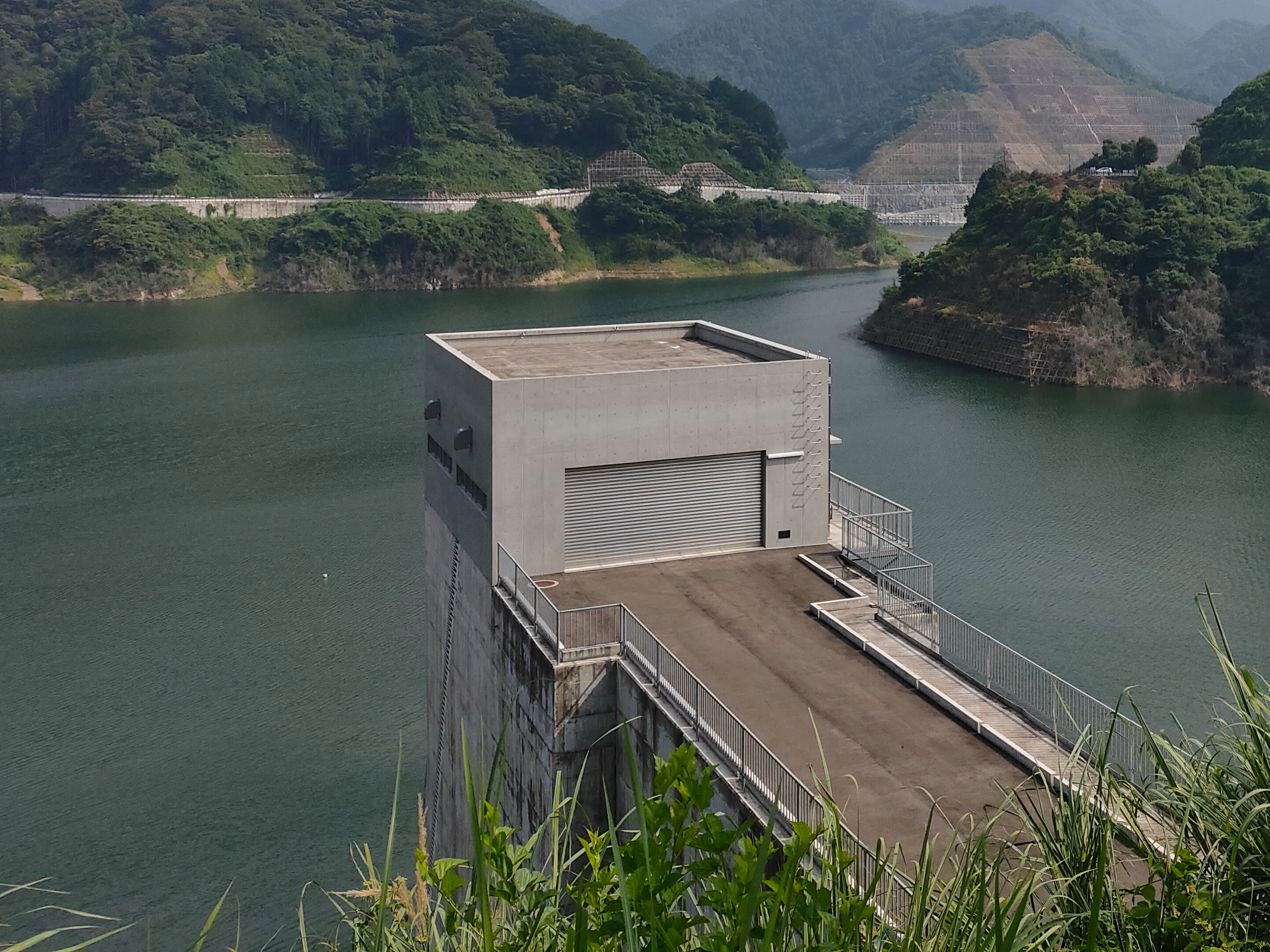
取水塔
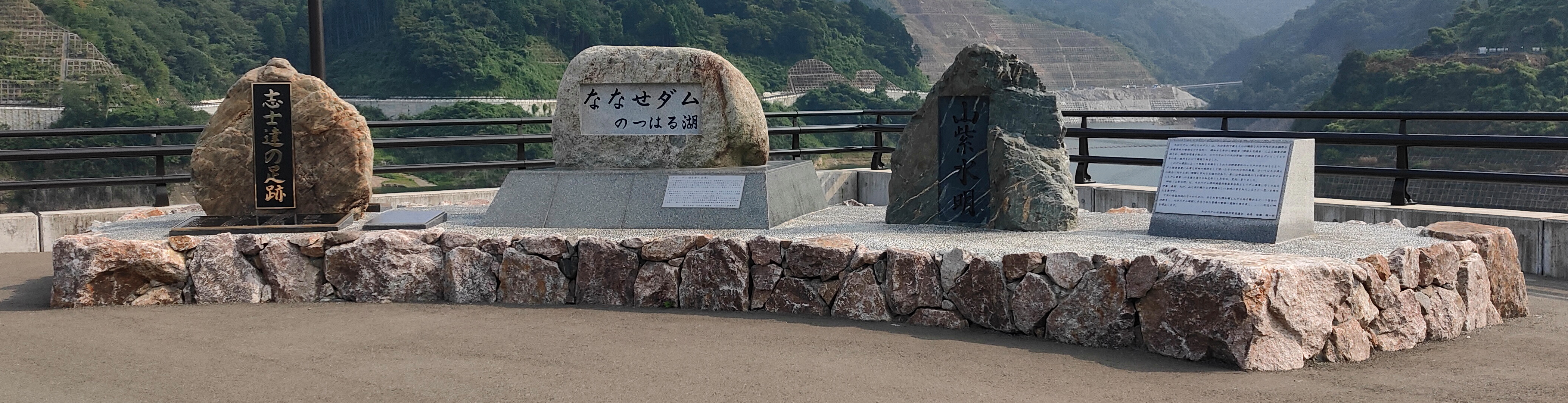
ダム中央部付近に建つ記念碑
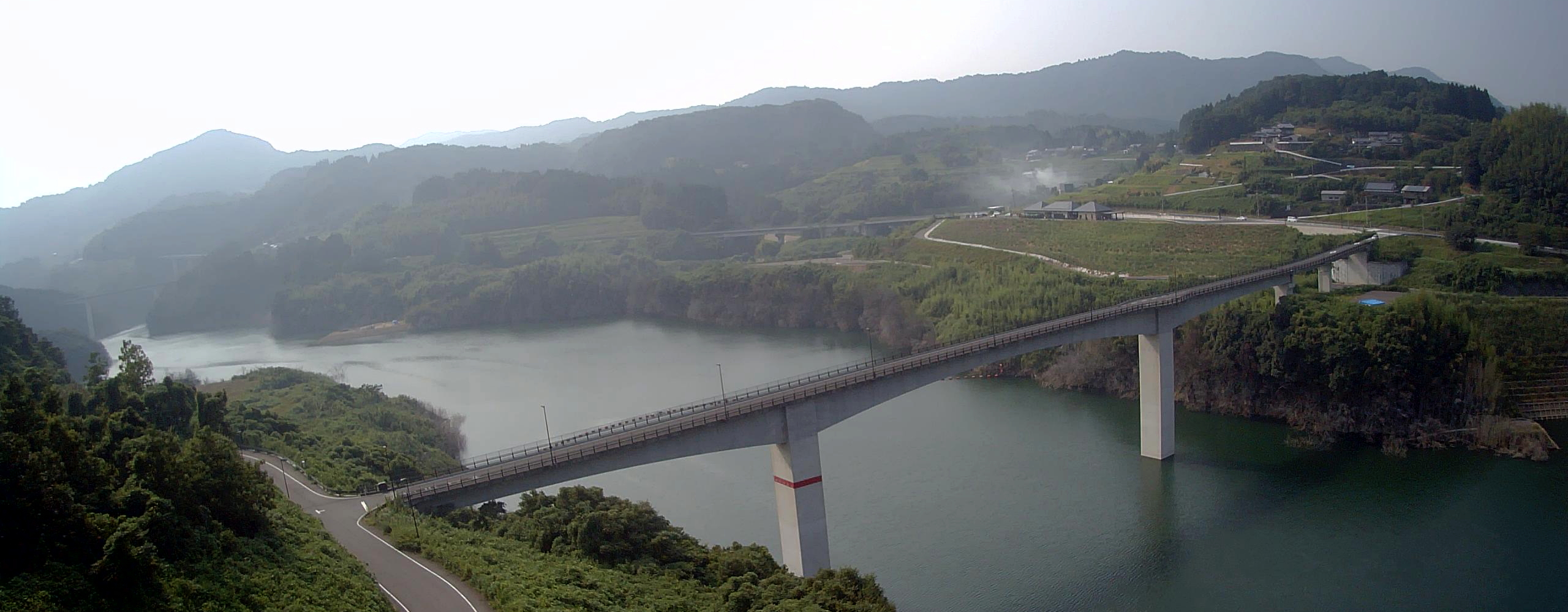
のつはる湖に架かるまんじゅう大橋